# Månskalv

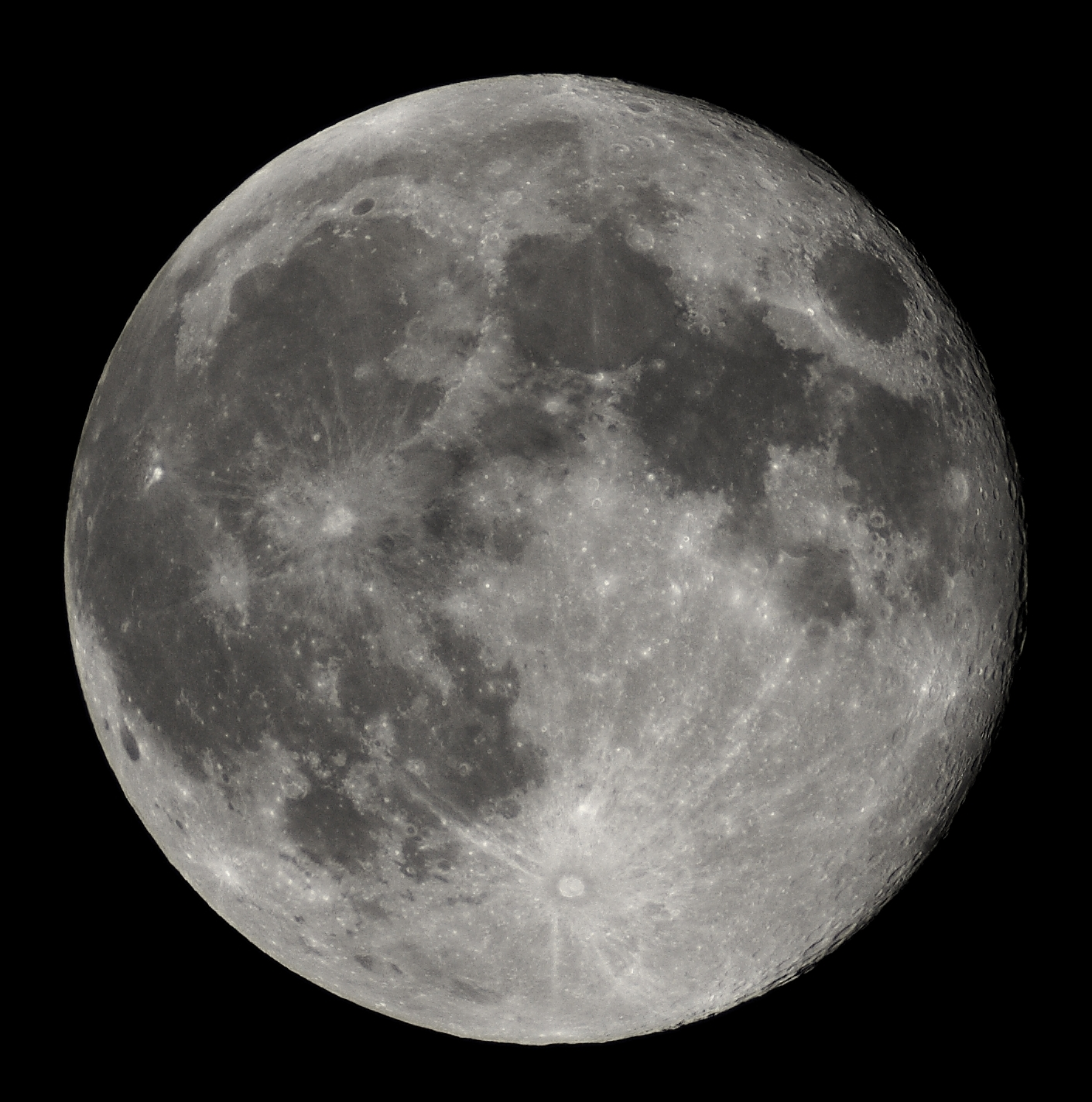
Månen

Ett månskalv, även kallat en månbävning, är en motsvarighet på månen till jordskalv. Månskalv är mindre vanliga och svagare än jordskalv, men tenderar att vara under en något längre tid än jordskalv. Information om månbävningar kommer från seismometrar som sattes upp av astronauter under Apolloprogrammet mellan 1969 och 1972. Instrumenten från Apollo 12, 14, 15 och 16 fungerade perfekt fram till att de stängdes av 1977. 

## Klassifikationer
Enligt NASA finns det fyra olika typer av månskalv: 
- Djupa månskalv, som vanligen uppstår mellan 800 km till 1200 km[3] under ytan, orsakas av gravitationen från jorden och solen.
- Vibrationer orsakade av meteoritnedslag.
- Månskalv som beror på temperaturskillnader. Månskorpan expanderar när solljuset återvänder efter två veckors månnatt.
- Grunda månskalv, som kan uppstå från 20[2] till 200[1] kilometer under ytan.

De fyra typerna av månskalv nämnda ovan brukar vara milda, dock kan grunda månskalv nå 5,5 på Richterskalan. Mellan 1972 och 1977 registrerades 28 grunda månbävningar.  På jorden kan jordbävningar som mäter magnitud 5 eller mer skada byggnader. Grunda månbävningar pågår under tio minuter eller mer, medan motsvarigheten på jorden varar i en eller två minuter. Anledningen till detta är avsaknaden av vatten på månen. Vatten försvagar marken genom kemisk vittring, vilket får mineraler att expandera. Detta får marken att reagera som en svamp, vilket får jordbävningar att sluta tidigare. Månen absorberar inte vibrationerna på samma sätt vilket ger månbävningar en längre varaktighet.
De djupa månskalven uppstår på grund av månens elliptiska bana runt jorden. Eftersom månen ibland är närmre och ibland längre från jorden gör gravitationen att månen pressas samman och expanderar, vilket ger upphov till seismisk aktivitet.